# Big Eyes (canción)
«Big Eyes» —en español: «Ojos Grandes»— es la canción principal de la película homónima dirigida por Tim Burton, de la cantante y compositora estadounidense Lana Del Rey. Fue escrita por Del Rey y Rick Nowels, quien también trabajó como productor de la pista. La canción se mantuvo en secreto hasta que la película fue presentada a principios de noviembre de 2014. La pista se filtró en el sitio web oficial de The Weinstein Company junto con "I Can Fly" el 3 de diciembre de 2014. 

## Antecedentes y composición

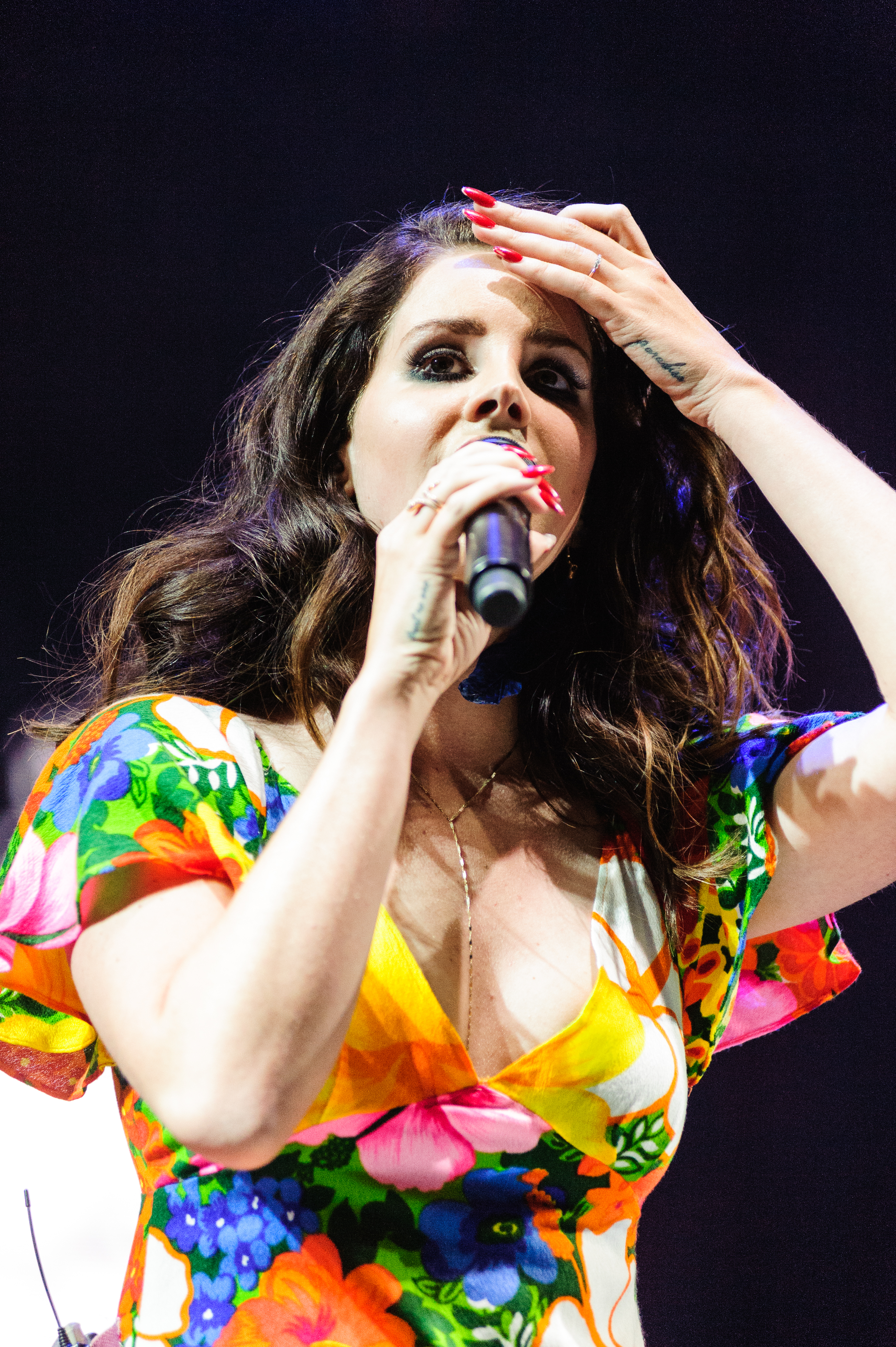
«Big Eyes» fue escrita e interpretada por Lana Del Rey.

La cantante y compositora Lana Del Rey ha confirmado que será parte de la banda sonora para finales de 2014. La banda sonora constaría de dos canciones: «Big Eyes» (que aparece en la mitad de la película) y «I Can Fly» (que rueda durante los créditos). De acuerdo con Larry Karaszewski, uno de los productores de la película:

“Tim le mostró su película y ella se enamoró de ella. Las mujeres en particular parecen conseguir la película, y Lana realmente tiene la película. Todo es acerca de una mujer que no puede encontrar su voz. La canción de Lana expresa lo que Margaret se siente tan perfectamente, que es como un soliloquio de sus pensamientos interiores.”

La obra combina baladas de piano minimalista antes de explotar en exuberantes aperturas orquestales, con un canturreo adolorido de Del Rey, brindando una capa sobre capa de angustia y melancolía.

## Nominaciones
| «Estoy muy agradecida a Tim (Burton) por dejarme entrar en su mundo salvaje y Harvey (Weinstein) por animarme a seguir escribiendo para películas. Me siento honrada de que la Prensa Extranjera de Hollywood haya nominado a mi canción». — Del Rey agradeciendo a las personas que la impulsaron a seguir creando canciones para películas, que terminan siendo nominadas en importantes premios de la música. |

The Weinstein Company, el estudio de cine detrás de «Big Eyes», decidió presentar la canción para los Premios Óscar, quedando entre los 79 posibles candidatos a la Mejor Canción Original. También fue nominada a los Critics' Choice Movie Awards a la Mejor Canción el 15 de diciembre de 2014, así como para el 2015 en los Globo de Oro a la Mejor canción Original, compitiendo contra Sia, Patti Smith, John Legend y  Lorde.

## Recepción de la crítica
Chris Payne de Billboard escribió: "Ella ciertamente no está cambiando el sonido hipster-pop en tonos sepia que ha dominado su trabajo hasta el momento, la calidad sigue ahí y no hay otra cantante pop tan grande que suena para nada similar. La teatralidad vocal de Lana y alguna producción cuerdas cargadas angustiosamente inquietante nos acercan". Esther Zuckerman de Entertainment Weekly dijo que la canción "cumple con su promesa, con un dramático estilo retro".

## Promoción
Un vídeo lírico para «Big Eyes», con Amy Adams, protagonista de la película, fue lanzado el 1 de diciembre de 2014.
El audio oficial de «Big Eyes» fue subido el 19 de diciembre de 2014 a la cuenta VEVO de YouTube de Del Rey y desde entonces ha recibido más de 2.500.000 de visitas.

## Premios y nominaciones
| Año  | Premiación                   | Categoría              | Resultado |
| ---- | ---------------------------- | ---------------------- | --------- |
| 2015 | Premios Óscar                | Mejor canción original | Finalista |
| 2015 | Premios Globo de Oro         | Mejor canción original | Nominado  |
| 2015 | Critics' Choice Movie Awards | Mejor canción          | Nominado  |